# Queffleut
Le Queffleuth ou Queffleut est une rivière bretonne de première catégorie du Finistère. Il se joint au Jarlot à Morlaix pour former la rivière de Morlaix ou Dosenn (anciennement Dossen). Le Queffleuth naît à Plounéour-Ménez dans les monts d'Arrée. Tout son cours est bordé par la (D 111) et la (D 769).

## Géographie
De 21,5 km de longueur, le Queffleuth prend sa source sur le versant nord des monts d'Arrée, à 2 km environ à l'est du bourg de Plounéour-Ménez. Il traverse l'étang du Relec au bord duquel se trouve l'abbaye du même nom, coulant ensuite dans un vallon étroit et encaissé, parsemé par le passé de moulins et papeteries. Séparant alors les communes de Plounéour-Ménez puis Pleyber-Christ, situées sur sa rive gauche, de celles du Cloître-Saint-Thégonnec puis Plourin-lès-Morlaix situées sur sa rive droite, il reçoit le Coatlosquet qui draine Pleyber-Christ, puis le ruisseau formé par la confluence du Bodister, venu du Cloître-saint-Thégonnec, et du Coatanscour, venu du Kerbriant.
Lorsqu'il conflue avec le Jarlot (qui est deux fois moins puissant que lui[réf. nécessaire]), en pleine ville de Morlaix, il a parcouru 30 kilomètres[réf. nécessaire] dans un bassin hydrographique de 97 km2. Son débit moyen est alors d'environ 1 m3/s variant entre 0,4 lors des étiages et 4,6 m3/s lors des plus grandes crues, qui peuvent être catastrophiques pour les quartiers bas de la ville de Morlaix.[réf. nécessaire]
Vers 1900, 20 moulins à farine, 7 papeteries et un teillage à lin étaient implantés le long de son cours.

## Villes traversées
- Morlaix